# Městská knihovna Prachatice
Městská knihovna Prachatice je univerzální veřejná knihovna, kterou zřizuje město Prachatice. Sídlí v historickém Husově domě. Vykonává regionální funkci a s tím spojenou pomoc obecním knihovnám v regionu Prachatice. Pořádá exkurze, besedy, přednášky, výstavy a jiné kulturní vzdělávací akce.

## Počátek knihovnictví v Prachaticích
V 16. století začali místní měšťané obchodovat se solí, kořením, máslem, obilím a dalšími živočišnými a rostlinnými produkty. Tento zdroj obživy jim zajistil taková privilegia, že mohli začít posílat své syny za vzděláním na univerzity v jiných městech. Během studií mohli poznávat českou i zahraniční kulturu. Při studiu na městské písaře, učitele a další profese přicházeli k latinským a německým knihám, které poté vozili domů. Tímto začaly vznikat soukromé knihovny, které poté hrály důležitou roli při projednávání pozůstalostí měšťanů.
V letech 1818–1825 působil v Prachaticích jako kaplan František Josef Sláma, který se zasloužil o zachování českého jazyka a pokusil se o zřízení první české čtenářské společnosti. O této zásluze se zachoval zápis v pamětní knize literárního bratrstva v Prachaticích z let 1569–1949.
Ve 2. polovině 19. století mezi občany Prachatic převažovali zejména Němci. Ti také spolu s Čechy zakládali různé spolky, např. hasičský, školský, tělovýchovný a mnoho dalších. Jedním z prvních českých spolků byla Česká beseda. Tento spolek rozhodl o založení knihovny na ustavujícím zasedání dne 21. května 1882.
Není jasný přesný rok, ale zřejmě mezi lety 1895 a na počátku roku 1896 došlo k prvním úvahám o zpřístupnění knihovny veřejnosti a jako první oficiální knihovník byl do funkce zvolen Václav Martínek, který zadal prvotní myšlenku vzniku „lidové knihovny“. Otevírací doba knihovny byla ve čtvrtek a v neděli a půjčování probíhalo bez poplatku.
V roce 1897 proběhla další ustavující schůze a knihovník Václav Martínek byl vystřídán novým knihovníkem české lidové knihovny v Prachaticích. Stal se jím inspektor Josef Topka. Ten na schůzi prohlašuje, že ve skutečnosti jsou knihovny dvě – besední a lidová, obě podporované Národní Jednotou Pošumavskou. K té se v pozdějších letech připojila i TJ Sokol. Besední knihovna obsahovala 613 svazků a lidová měla 455 svazků.
Pro TJ Sokol a Českou besedu se stal velmi významným rok 1902, kdy byl zakoupen a následně otevřen Národní dům, ve kterém začala nově fungovat lidová knihovna.
Česká beseda udržovala chod knihovny až do začátku druhé světové války, při které musely být uzavřeny všechny spolky a aktivity českých obyvatel. Česká beseda se po druhé světové válce přičinila o vznik veřejného knihovnictví v Prachaticích.

### Knihovna po 2. světové válce
V říjnu 1946, po ukončení 2. světové války, se v rámci obnovy činnosti Prachatice začala psát i historie české veřejné knihovny. V té době už byla považována za městskou a od padesátých let okresní s povinností poskytovat výměnné soubory knih menším obcím. Kdyby nebylo darů od Českého reálného gymnázia a obyvatel, knihovna by nemohla fungovat. Podařilo se ale získat 258 knih a 3 192 Kcs, za které byl prvně pořízen nábytek do čítárny, razítko a došlo i na vymalování prostor knihovny. Byly také pořízeny první knižní lístky.
První ředitelkou městské knihovny se od 1. ledna 1952 oficiálně stala Milada Halfarová. V roce 1955 se ředitelce podařilo zakoupit také notový materiál pro pěvecké a taneční soubory, zavedla možnost rezervování knih a jejich donášku do rodin i organizací.
Od šedesátých let se knihovna stala důležitým kulturním centrem, rozšiřoval se knihovní fond a peníze získané od města byly použity na výplatu odborných pracovníků.
Po úpravách nově získaného sousedního domu čp. 77 v září 1977 se knihovna rozšířila o dětské oddělení.

### Současnost
V osmdesátých letech byla hlavní náplň stejná jako u všech ostatních knihoven, kdy se začaly pořádat výchovně vzdělávací programy, budovaly se střediskové systémy a na začátku devadesátých let přišla automatizace knihovního systému (knihovní systém LANIUS) a spoustu dalších novinek z počítačové oblasti. Knihovna se také poprvé připojila k síti internet.

## Regionální funkce
Městská knihovna (MěK) Prachatice na základě smlouvy s krajskou knihovnou v Českých Budějovicích vykonává regionální funkci a tím je i pověřenou knihovnou, která poskytuje výměnné fondy literatury, vypomáhá při aktualizacích a kontrolách knihovního fondu. Spadá pod ni 49 regionálních knihoven a má na starosti koordinaci jejich postupné automatizace.

## Oddělení knihovny
- Oddělení pro dospělé, hudební oddělení a čítárna
- Studovna[6]
- Oddělení pro děti a mládež
- Zpracování fondu

### Pobočky
- Oddělení pro děti a mládež, Národní 1018
- Literární kavárna v domově seniorů Mistra Křišťana[7]
- Knihovna v Nemocnici a.s.[3]

## Služby knihovny
MěK Prachatice půjčuje knihy a periodika na jeden měsíc, zvukové záznamy na dva týdny a čtečky elektronických knih, které jsou k dispozici ve studovně.
Mezi bezplatné základní služby, které knihovna poskytuje, se řadí:
- základní výpůjční služby z vlastního fondu
- meziknihovní výpůjční služba z knihoven a institucí na území ČR – čtenář hradí pouze ceny požadované půjčující institucí nebo knihovnou a aktuální poštovné
- záznamy na informační prameny a jejich rezervování
- oznámení čtenáři o výpůjčkách MVS
- prodloužení výpůjční lhůty na požádání čtenáře
- poradenská služba
- bibliograficko-informační služba
- Internet

Pro starší a zdravotně postižené občany MěK Prachatice zprostředkovává také donáškovou službu, která byla zavedena v roce 2003. Důvodem byl špatný přístup do knihovny. Pro čtenáře, kteří nestíhají vrátit půjčené knihy v otevírací době knihovny, byl zřízen celodenně přístupný bibliobox.
Čtenáři mohou využít i služeb, které jsou zpoplatněné, mezi které patří kopírování z knihovního fondu a databází MěK PT a kroužková vazba.

## Akce, besedy a projekty knihovny
MěK Prachatice každoročně pořádá a připravuje akce pro veřejnost. Nejvíce se jich odehrává v Oddělení pro děti a mládež, kam jsou zvány nejen děti z mateřských škol, ale také žáci základních škol. Pravidelné akce jsou například:
- Tvořivé středy se Zdeňkou Lebedovou[11]
- Klub tvůrčího psaní[12]
- Klub maminek[13]
- Klub přátel knihovny[14]
- Klub přátel celoživotního vzdělávání[15]

MěK Prachatice se také účastní celorepublikové kampaně Noc s Andersenem, Celé Česko čte dětem nebo Pasování prvňáčků na čtenáře.
Z aktivit pro dospělé čtenáře se konají každým rokem jazykové kurzy německého a anglického jazyka a kurzy trénování paměti. Od října 2016 otevírá Městská knihovna Prachatice ve spolupráci s Jihočeskou univerzitou – Teologickou fakultou v Českých Budějovicích Kurz Celoživotního vzdělávání. MěK Prachatice v roce 2019 zahájila pátý semestr Virtuální univerzity třetího věku. Od roku 2002 MěK Prachatice ve spolupráci se Seniorskou občanskou společností pořádá Akademii 3.věku.
Každý měsíc je v prostorách vstupu do knihovny umístěna tematická výstava, která se vždy zabývá konkrétním výročím, spisovateli, malíři atd.

## Galerie

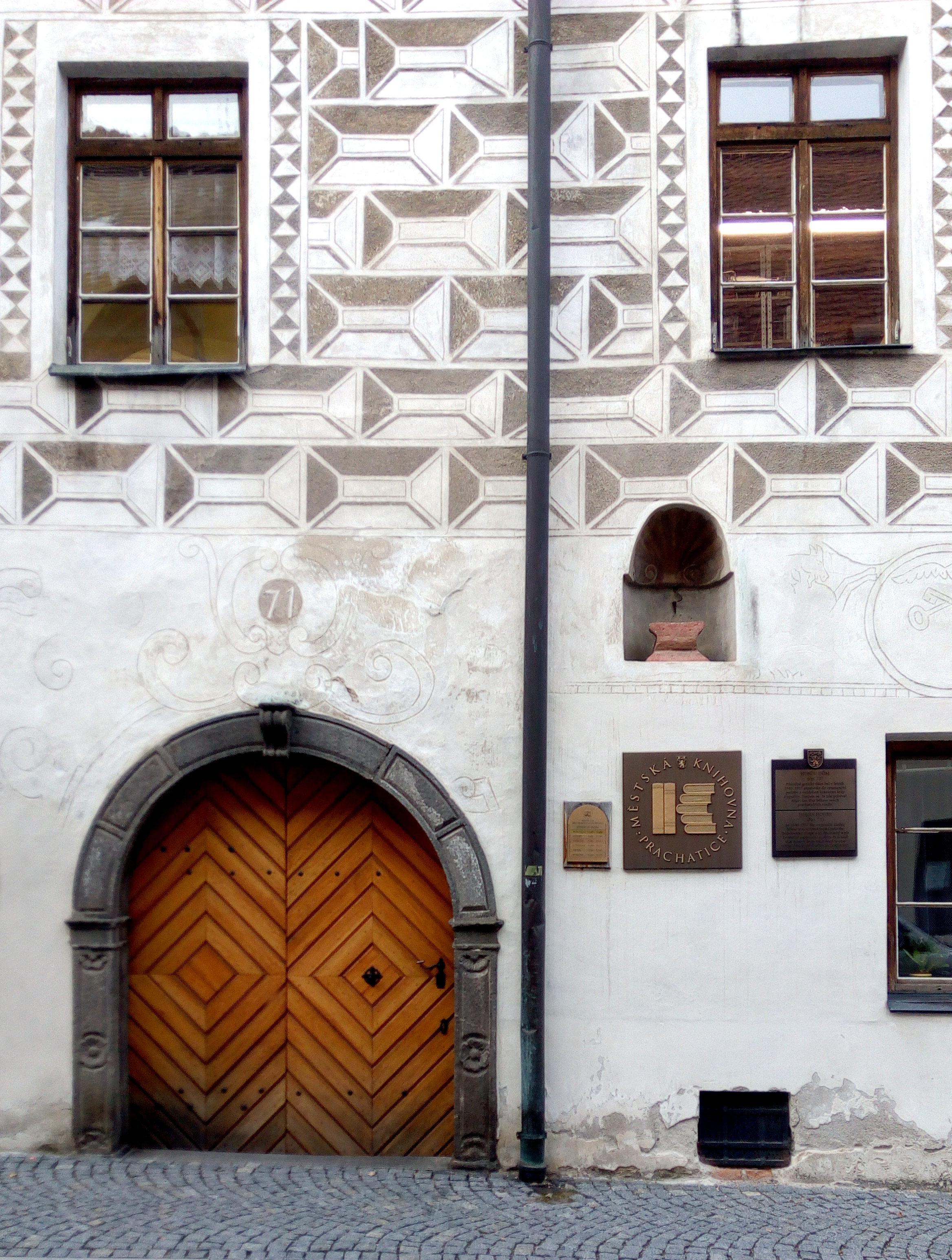
Vchod do budovy v Husově ulici
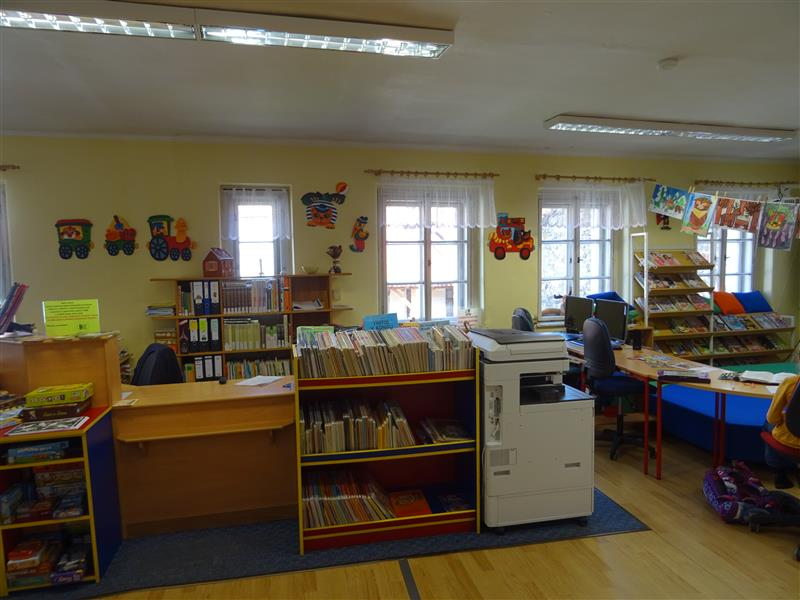
Oddělení pro děti a mládež
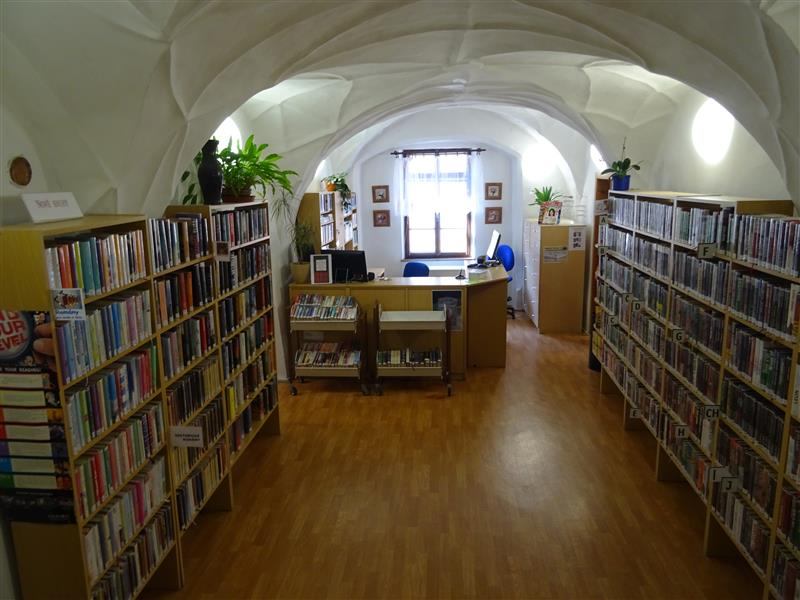
Oddělení pro dospělé čtenáře
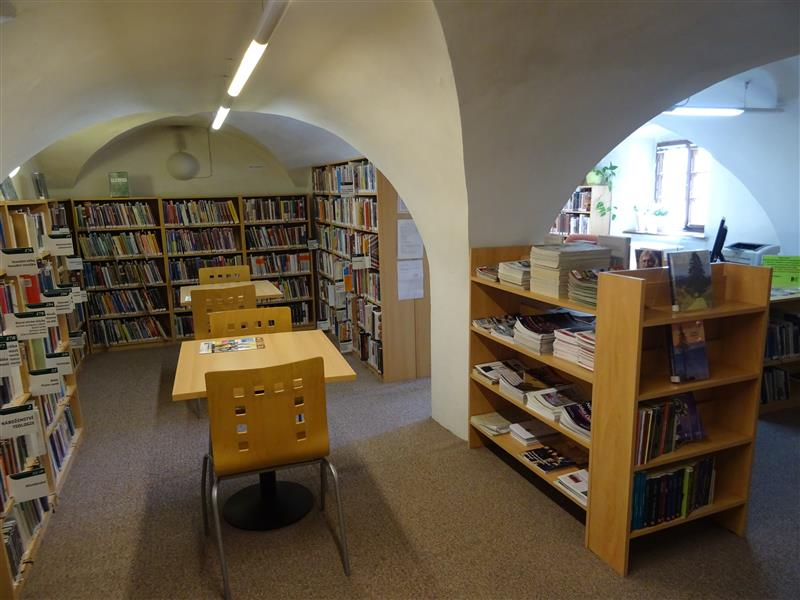
Studovna
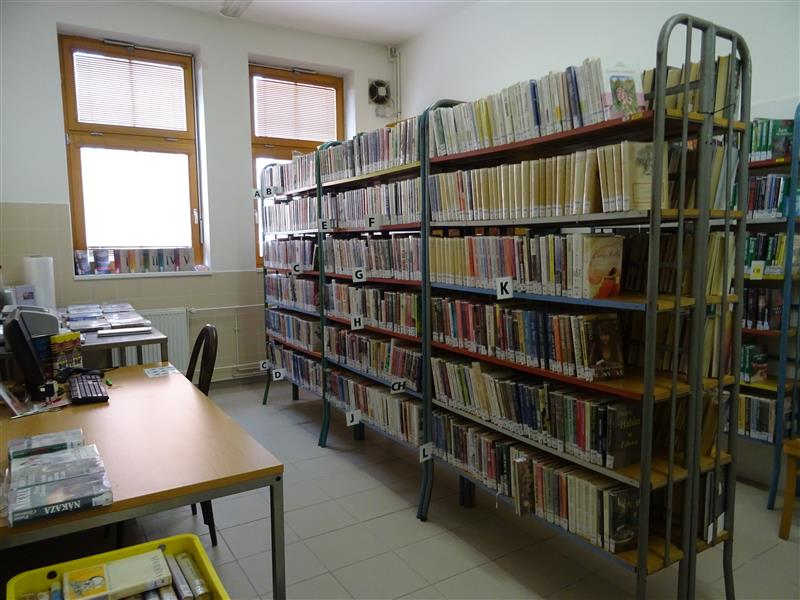
Pobočka Domov seniorů Mistra Křišťana
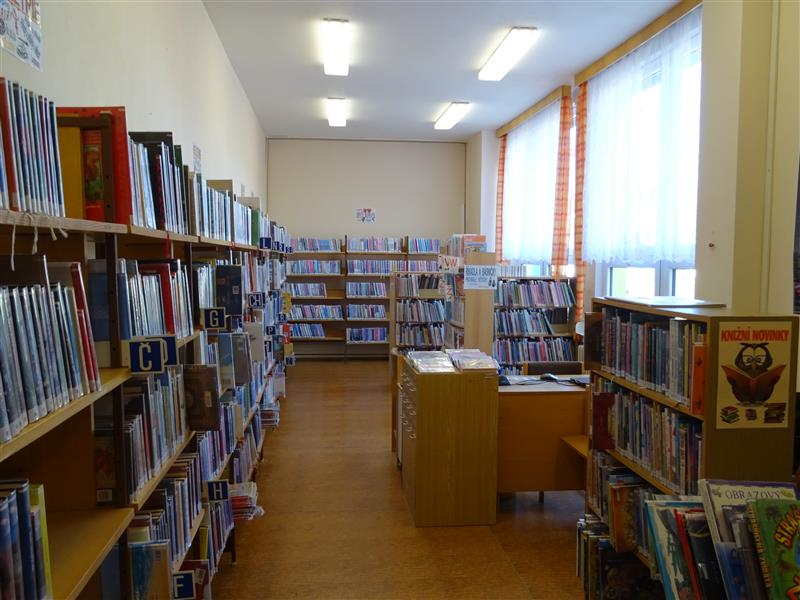
Pobočka Národní 1018
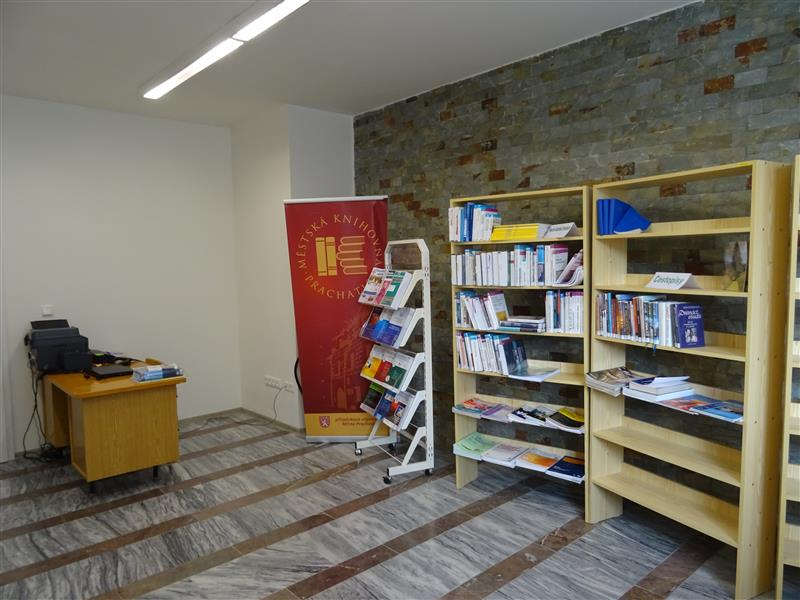
Pobočka Nemocnice